# Ricordi di scuola
(Corrado Augias)
Ricordi di scuola è un libro del giornalista e umorista Giovanni Mosca (Roma 1908 - Milano 1983), uscito per la prima volta nel 1939. Raccoglie le memorie del periodo in cui l'autore era insegnante elementare.

## Edizioni
- Giovanni Mosca, Ricordi di scuola, Rizzoli, 1939,  p. 97.
- Giovanni Mosca, Ricordi di scuola, BUR, 1977,  pp. 212 (introduzione di Alfredo Barberis).